# Le streghe son tornate
Le streghe son tornate (Las brujas de Zugarramurdi) è un film del 2013 scritto e diretto da Álex de la Iglesia.
Il film, ispirato alla vicenda delle streghe di Zugarramurdi, ha vinto otto Premi Goya alla 28ª edizione.

## Trama
José e Antonio, vessati da storie d'amore finite male o mal gestite, organizzano una rapina a mano armata in un negozio "compro oro" nel centro di Madrid. Vestiti come artisti di strada, rispettivamente da Gesù e soldatino giocattolo, compiono la rapina in cui è coinvolto anche il figlioletto di José, Sergio. Una rocambolesca fuga li porta a prendere un ostaggio un tassista, Manuel, e il passeggero che questi portava con sé in auto e a dirigersi verso la Francia, mèta che credono potrà garantire loro una vita più felice.
Durante il viaggio i protagonisti si conoscono meglio, raccontandosi reciprocamente le proprie sventure amorose tanto da coinvolgere nel piano di fuga lo stesso tassista; Silvia, l'ex moglie di José e madre di Sergio, tramite un'applicazione per smartphone in grado di rintracciare il telefono del figlio, riesce però a seguirli a distanza, a sua volta pedinata da due goffi ispettori della polizia.
I rapinatori giungono presso una strana taverna e, una volta rinchiuso nel bagagliaio il passeggero originario del taxi perché troppo molesto, si concedono una breve pausa per ristorarsi. La commessa è un'anziana e strana donna che vaneggia frasi circa la sua ostilità degli uomini, in cucina si intravede una cuoca che sembra trafficare con un piede umano, in bagno Manuel scorge un occhio che lo osserva dal buco del water. Sergio intanto, rimasto fuori per giocare, si imbatte in inquietanti rappresentazioni umanoidi e in un losco individuo che lavora come dipendente nella taverna.
Viste le stranezze, José e i suoi compagni decidono di allontanarsi immediatamente dal locale e di arrivare il più presto possibile alla frontiera con la Francia, ma Manuel, estremamente preoccupato, sostiene che l'unico modo sia di passare per il paese di Zugarramurdi, storicamente noto per le sue vicende stregonesche. Fra gli scetticismi di José e le paure dei suoi compagni, il gruppo decide infine di attraversare il paese, ma poco dopo investe un'anziana signora che si rivela essere la commessa della taverna incontrata poco prima. La donna, apparentemente morta, scompare poco dopo, e nonostante la reticenza lo sfortunato gruppo prosegue fino all'incontro con un'altra donna, più giovane, che in piena notte gli chiede aiuto per trovare la madre malata di mente.
Il gruppo cede alla richiesta e accompagna quindi la signora presso la sua abitazione, una tetra villa nel mezzo del nulla, ove si presenta anche Eva, avvenente e giovane donna bionda, e in un momento di distrazione il piccolo Sergio scompare. Iniziano dunque le ricerche di Sergio nella casa, e infine José e la sempre più sospetta signora lo trovano con la donna malata di mente, inserito in un forno a legna acceso con una mela in bocca. Immediatamente José estrae il figlio dal forno e, accortosi dell'anomalia della situazione, decide di andare immediatamente via dal luogo con i suoi compagni. Non appena raggiunta la frontiera, però, questi ultimi si rendono conto di aver lasciato nella magione la borsa con gli ori rubati e decidono di tornare immediatamente indietro, per venire catturati dal gruppo di donne che si rivela per la sua vera natura: sono un manipolo di streghe.
Queste invitano una trentina di ulteriori streghe per una festa ove hanno intenzione di banchettare usando come cibo gli sfortunati prigionieri e di compiere un rito sul piccolo Sergio in modo da ripristinare la sovranità delle streghe nel mondo. Questa impresa però non si rivela facile poiché i prigionieri riescono a liberarsi, eccezion fatta per il passeggero originario del taxi cui vengono amputate le dita e un orecchio come antipasti, e, dopo aver ingaggiato una breve lotta, iniziano una fuga per liberarsi. Intanto fra Eva e José si accende una sorta di scintilla amorosa che segnerà la conversione di lei dagli ideali stregoneschi della malvagità all'amore. Nonostante il tentativo di fuga sembri andare a buon fine, i rapinatori vengono nuovamente legati e portati nel luogo del sabba, eccezion fatta per José che invece ha uno screzio con Eva, trova Luismi, l'uomo il cui occhio era stato visto dal tassista nel bagno della taverna, imprigionato da quindici anni in un ambiente umido e invivibile, e infine si riunisce con Eva che nel mentre era stata sepolta dalla propria madre per via dell'imperdonabile conversione alla bontà.
Il rito inizia, i prigionieri vengono posti attorno a un fuoco per essere lentamente arrostiti, e il piccolo Sergio, dipinto di rosso e adornato con un copricapo di piume, viene portato da un numerosissimo gruppo di streghe in estasi sopra un piatto gigante. Subito dopo, evocata da un rito magico, arriva un gigantesco mostro dalle sembianze simili alla Venere di Willendorf, che ingurgita il bambino per poi defecarlo poco dopo. Il rito è compiuto, e Sergio è stato in qualche modo investito di una potenza soprannaturale. Intanto Eva e José riescono con uno stratagemma a neutralizzare il mostro e a ingaggiare un'ulteriore battaglia con le streghe, fra le quali figura anche la mamma di Sergio che è stata ritualmente trasformata, e infine si danno alla fuga, assieme a tutti i loro compagni che riescono a loro volta a salvarsi.
Sul finale si assiste a uno spettacolino di magia, eseguito un mese dopo dal piccolo Sergio. In platea sono presenti José e Eva, ufficialmente fidanzati, Antonio e la sua compagna, Manuel, i due ispettori scopertisi gay e innamorati, il passeggero originario del taxi fasciato per via delle amputazioni, due streghe transessuali che si erano viste durante la festa e il sabba, Luismi che ora sta con i due ispettori. Il piccolo Sergio, con l'aiuto di una compagna, esegue il famoso numero della donna segata in tre parti e sega per davvero la bambina salvo poi ricomporla con l'aiuto dei suoi nuovi poteri. José e Eva sono felici. In fondo alla sala la madre di Sergio e le due streghe principali di tutto il film (madre e figlia) indossano degli occhiali da sole e ridono, consapevoli che una volta che la felicità dei protagonisti sarà di nuovo svanita potranno finalmente compiere il loro piano di conquista del mondo.

## Distribuzione
Il primo trailer del film è stato pubblicato il 12 marzo 2013.
La pellicola è stata distribuita nelle sale cinematografiche spagnole a partire dal 27 settembre 2013. In Italia è stata distribuita a partire dal 30 aprile 2015.

## Accoglienza

### Critica
Sull'aggregatore Rotten Tomatoes il film riceve l'83% delle recensioni professionali positive su 30 critiche.

## Riconoscimenti
- 2014 - Premi Goya[2]
  - Migliore attrice non protagonista a Terele Pávez
  - Miglior produzione a Carlos Bernases
  - Miglior montaggio a Pablo Blanco
  - Miglior scenografia a Arturo García (Biaffra) e José Luis Arrizabalaga
  - Migliori costumi a Francisco Delgado López
  - Miglior trucco e/o acconciatura
  - Miglior sonoro a Charly Schmukler e Nicolás de Poulpiquet
  - Migliori effetti speciali a Juan Ramón Molina e Ferrán Piquer
  - Candidatura per la miglior fotografia a Kiko de la Rica
  - Candidatura per la miglior colonna sonora a Joan Valent
- 2014 - Festival internazionale del cinema di Porto
  - Premio del pubblico al miglior film
  - Migliori effetti speciali a Juan Ramón Molina
  - Candidatura per il miglior film
- 2013 - Toronto International Film Festival
  - Terzo posto premio del pubblico al miglior film
- 2014 - Festival internazionale del cinema fantastico di Bruxelles
  - Miglior film
  - Miglior regista a Álex de la Iglesia